# Lee Hi
Đây là một tên người Triều Tiên, họ là Lee.
Lee Hi (tên thật là Lee Ha-yi, sinh ngày 23 tháng 9 năm 1996) là một ca sĩ và nhạc sĩ người Hàn Quốc. Cô được biết đến với danh hiệu á quân của chương trình truyền hình K-pop Star mùa 1 của đài SBS.

## Tiểu sử
Lee Ha-yi sinh vào ngày 23 tháng 9 năm 1996, tại thành phố Bucheon, Hàn Quốc. Vào tháng 11 năm 2011, cô tham gia mùa 1 của chương trình tìm kiếm tài năng K-pop Star của đài truyền hình SBS và đã giành ngôi á quân.

## Sự nghiệp

### Trước khi ra mắt công chúng
Ngay sau khi cuộc thi K-pop Star kết thúc, cô đã về đầu quân cho YG Entertainment do Yang Hyun-suk làm quản lý. Ha-yi đã góp giọng trong ca khúc "It's Cold" của nhóm Epik High trước khi chính thức ra mắt với vai trò ca sĩ solo.

### Giai đoạn 2012–2015: Bắt đầu sự nghiệp
Vào ngày 28 tháng 10 năm 2012, Lee Hi tung ra đĩa đơn đầu tay "1, 2, 3, 4".  Với vẻ lúng túng đáng yêu và phong cách biểu diễn đầy cảm xúc, ngay lập tức ca khúc đã chiếm được cảm tình của khán giả và nắm giữ ngôi đầu trên các bảng xếp hạng lớn trong cả nước, đồng thời đưa cái tên "Lee Hi" trở thành từ khóa được tìm kiếm nhiều nhất tại Hàn Quốc tại thời điểm đó, đem về cho cô giải thưởng Ca khúc của năm - Tháng 11 trên Bảng xếp hạng âm nhạc Gaon. Tiếp nối thành công của "1, 2, 3, 4", vào ngày 22 tháng 11 cùng năm, Lee Hi đã ra mắt bài hát "Scarecrow" do chính JYP sáng tác.
Lee Hi trở lại công chúng với album đầu tay First Love gồm 10 ca khúc với ca khúc chủ đạo "It's Over" và "Rose" vào đầu tháng 3 năm 2013. Sau đó, vào ngày 20 tháng 11, cô cùng với thành viên Park Bom (2NE1) lập ra nhóm nhỏ BOM&HI và ra mắt bản cover ca khúc All I Want for Christmas Is You nổi tiếng của ca sĩ Mariah Carey. Một thời gian sau, cô cùng với Lee Soo-hyun lập nhóm nhỏ HI SUHYUN của Akdong Musician và ra mắt đĩa đơn "I'm Different" với sự góp giọng của thành viên Bobby (iKON).

### Giai đoạn 2016–2018: Thăng tiến
Sau khi vắng bóng một thời gian dài, Lee Hi đã trở lại với một phần album Seoulite vào ngày 9 tháng 3 năm 2016 với ca khúc chủ đạo là "Breathe" và "Hold My Hand", trong đó "Breathe" đã giành được giải Digital Bonsang tại Golden Disc Awards lần thứ 31. Phần album Seoulite còn lại sau đó đã được ra mắt vào ngày 20 tháng 4 lấy ca khúc chủ đạo là "My Star". Sau đó, vào ngày 28 tháng 5 cô và Verbal Jint đã tham gia góp giọng vào bài hát "Refrigerator" của ca sĩ Gill. Cô cũng đã góp giọng cùng với Epik High trong ca khúc "Can You Hear My Heart" trong album nhạc phim Người tình ánh trăng - Bộ bộ kinh tâm: Lệ của đài SBS vào ngày 19 tháng 9 cùng năm. Vào ngày 31 tháng 12, cô tham dự chương trình Thử Thách Cực Đại của đài MBC với tư cách khách mời và đã biểu diễn cùng với Yoo Jae-suk và rapper Dok2.
Vào ngày 28 tháng 2 năm 2017, Lee Hi đã hát chính trong ca khúc "X" lấy từ album Muggles Mansion của rapper Code Kunst. Một tháng sau, vào ngày 28 tháng 3, cô tái hợp với Dok2 cùng sáng tác và góp giọng vào ca khúc "On & On". Trong suốt quãng thời gian tiếp theo, cô đã tham dự concert Kpop Star and Friends và chương trình Party People của đài SBS. Vào ngày 21 tháng 3 năm 2018, cô ra mắt album tiếng Nhật đầu tay, đánh dấu tour diễn của mình tại Nhật Bản, và vào ngày 19 tháng 10 cùng năm, cô đã tham gia cover lại ca khúc đình đám Bohemian Rhapsody của ban nhạc rock Queen cho bộ phim cùng tên.

### Giai đoạn 2019–hiện nay: Bước tiến mới trong sự nghiệp
Lee Hi chính thức trở lại với EP "24°C" vào ngày 30 tháng 5 năm 2019. Ca khúc chủ đạo "No One" với sự góp giọng của thành viên B.I (iKON) đứng đầu toàn bộ các bảng xếp hạng ở Hàn Quốc, bao gồm cả những bảng xếp hạng nổi tiếng như Melon, Gene và Mnet. EP này còn có sự xuất hiện của "20Min", bài hát do Lee Hi tự sáng tác và viết lời. Vào ngày 31 tháng 12, Lee Hi rời YG Entertainment do hợp đồng giữa cô và công ty này đã chính thức hết hạn.
Vào tháng 6 năm 2020, Lee Hi đã tham gia mùa thứ tư của chương trình Begin Again do đài JTBC tổ chức. Sau đó, vào ngày 22 tháng 6, hãng đĩa AOMG thông báo rằng họ đã chiêu mộ thành công Lee Hi và ngay sau đó, Lee Hi đã trở lại với ca khúc "Holo" vào ngày 23 tháng 7.

## Danh sách đĩa nhạc
- First Love (2013)
- Seoulite (2016)
- Lee Hi Japan Debut Album (2018)

## Chương trình truyền hình

### Chương trình thực tế
| Năm  | Đài truyền hình | Chương trình        | Vai trò          |
| ---- | --------------- | ------------------- | ---------------- |
| 2011 | SBS             | K-pop Star          | Á quân           |
| 2016 | V Live          | Hi TV               | 10 tập           |
| 2017 | OnStyle         | Relationship Appeal | Dẫn chương trinh |
| 2017 | MBC             | King of Mask Singer | Thí sinh         |
| 2019 | YouTube         | H24°I               | 5 tập            |
| 2020 | JBTC            | Begin Again         | Hát              |